# قسم تشهار دولي الريفي (مقاطعة أسد أباد)
قسم تشهار دولي الريفي (بالفارسية: دهستان چهاردولی) هي قسم تقع في إيران في قسم. يقدر عدد سكانها بـ 9,367 نسمة .